# Виторог (гора)
Виторог (серб. Виторог) — одна из гор Динарского нагорья на территории Боснии и Герцеговины в Республике Сербской, находящаяся в общине Шипово. Близ горы проходит граница c Федерацией БиГ. Высота горы составляет 1 907 метров над уровнем моря.
На вершине встречаются границы общин Шипово, Гламоч и Купрес. В этом месте также находится подземный объект, построенный Югославской народной амией. В настоящее время он используется клубом альпинистов.